# موسی بن حفص
موسی بن حفص والی خلافت عباسیان در طبرستان، رویان و دنباوند بود که در سال ۲۰۷ هجری توسط مأمون عباسی به این سمت منتصب شد. بلاذری او را فرزند عمر بن علاء معرفی کرده‌است. ابن اسفندیار دربارهٔ او گفته‌است «هر روز وظیفهٔ مطبخ او به آمل هزار دینار بود و هزار تن را به مال خویش به مکه برد و همه راه خوان نهاد و در میان بادیه ماهی تازه و تره از طبرستان برده بر خوان نهاد.»